# Jonathan Perry
Jonathan Mark Perry (ur. 22 listopada 1976 w Hamilton) – nowozelandzki piłkarz, grający podczas kariery na pozycji obrońcy.

## Kariera klubowa
Jonathan Perry rozpoczął karierę w klubie Hamilton Wanderers. W 1993 roku wyjechał do Europy do angielskiego klubu Barnsley F.C., lecz nie zdołał przebić się do pierwszego składu i w 1999 roku powrócił na Antypody do klubu Metro AFC. W latach 1999–2003 był zawodnikiem występującego w National Soccer League Football Kingz. Kolejnym klubem w karierze Perry był Auckland City FC.
Z Auckland City zdobył Mistrzostwo Nowej Zelandii w 2006 i 2007, Klubowe Mistrzostwo Oceanii w 2006 roku. Karierę zakończył w 2009 roku w Waitakere United. Z Waitakere zdobył Mistrzostwo Nowej Zelandii w 2008 i Klubowe Mistrzostwo Oceanii w 2008 roku. W 2006, 2007 i 2008 roku uczestniczył z Auckland i Waitakere w Klubowych Mistrzostwach świata.

## Kariera reprezentacyjna
W reprezentacji Nowej Zelandii Perry zadebiutował 4 lutego 1998 w zremisowanym 0-0 meczu z Chile. W 1998 roku wystąpił w Pucharze Narodów Oceanii, który Nowa Zelandia wygrała. Perry wystąpił tylko w meczu z Vanuatu. W 1999 roku wystąpił w Pucharze Konfederacji, na którym Nowa Zelandia odpadła w fazie grupowej. Na turnieju we Meksyku wystąpił w dwóch meczach z Niemcami i Brazylią.
W 2000 roku wystąpił w Pucharze Narodów Oceanii, na którym Nowa Zelandia zajęła drugie miejsce. Perry wystąpił w czterech meczach z Tahiti, Vanuatu (bramka), Wyspami Salomona i w finale z Australią. W 2001 roku uczestniczył w eliminacjach Mistrzostw Świata 2002. W 2002 roku wystąpił w Pucharze Narodów Oceanii, który Nowa Zelandia wygrała. Perry wystąpił w dwóch meczach z Papuą-Nową Gwineą i Wyspami Salomona, który był jego ostatnim meczem w reprezentacji. Ogółem w latach 1998–2002 w reprezentacji wystąpił w 28 meczach, w których strzelił 2 bramki.